# Federico I d'Asburgo
Federico I d'Asburgo, detto il Bello (Vienna, 1289 – Gutenstein, 13 gennaio 1330), è stato duca d'Austria e Stiria e, negli anni 1314–1330, anti-re dei Romani, sostenuto dagli Asburgo, con il nome di Federico III.

## Biografia
Federico il Bello era figlio di Alberto I d'Asburgo e di Elisabetta di Tirolo-Gorizia, e acquisì il titolo di Duca d'Austria – per sé e per i fratelli minori – dopo la morte del fratello maggiore Rodolfo e l'uccisione del padre, avvenuta nel 1308. Crebbe assieme al cugino, Ludovico il Bavaro, cui era legato da una fortissima amicizia, che però venne meno quando a Federico venne assegnato la tutela sui Duchi dell'Alta Baviera. Ludovico, geloso di ciò, si levò in armi contro di lui. Il 9 novembre 1313, nei pressi di Gammelsdorf, Ludovico il Bavaro sconfisse Federico, che rinunciò ai suoi diritti sull'Alta Baviera.
Dopo la morte di Enrico VII Federico si candidò al trono imperiale, ma, su suggerimento dell'arcivescovo di Magonza, Peter von Aspelt, nel voto per l'elezione dell'imperatore, avvenuta nell'ottobre 1314, Ludovico il Bavaro ottenne 4 voti, mentre Federico riuscì a raccoglierne solamente tre. Ludovico precedette Federico anche con l'incoronazione ad Aquisgrana. Federico venne incoronato imperatore a Bonn, dall'arcivescovo di Colonia. Dopo lunghi anni di guerra civile la vittoria sembrò andare a Federico, che aveva ottenuto un grandissimo aiuto da parte del fratello Leopoldo. Ma nella Battaglia di Mühldorf (28 settembre 1322) l'esercito di Federico subì una gravissima sconfitta, ed egli stesso, assieme ad altri 1300 nobili austriaci e salisburghesi, venne fatto prigioniero.
Federico trascorse tre anni di prigionia nel castello del Trausnitz (alto Palatinato), e solamente la resistenza da parte di Leopoldo, l'abdicazione del re di Boemia e la scomunica papale convinsero Ludovico il Bavaro a restituire la libertà a Federico, con il trattato di Trasnitz (13 marzo 1325). Con esso Federico si impegnava a riconoscere l'autorità imperiale di Ludovico il Bavaro, e di ritornare suo prigioniero se non fosse riuscito a convincere il fratello Leopoldo a riconoscere Ludovico come imperatore. Ma ciò non gli riuscì, e per questo, in osservanza al proprio giuramento e nonostante il papa lo avesse dispensato, tornò prigioniero di Ludovico a Monaco, il quale, commosso per tale nobiltà, ritrovò gli antichi sentimenti, e si accordò con lui per condividere la corona dell'impero, nominandolo co-reggente dell'impero.
Il trattato però non venne riconosciuto da parte del papa e dei principi tedeschi, per cui si giunse ad un secondo trattato, sottoscritto a Ulma (Ulm) il 7 gennaio 1326, secondo il quale Federico avrebbe ottenuto il titolo di rex Romanorum, mentre Ludovico sarebbe stato incoronato imperatore da parte del papa. Federico, però, alla morte del fratello Leopoldo (1326), decise di lasciare il governo dell'impero, ed anche il suo dominio sull'Austria venne fortemente limitato da parte dei suoi fratelli. Federico morì il 13 gennaio 1330, nel castello di Gutenstein, nella Selva Viennese. Venne seppellito nel convento di Mauerbach, da lui fondato. Dopo la secolarizzazione del convento, nel 1783, le sue spoglie mortali vennero tumulate nel Duomo di Santo Stefano, a Vienna.
I figli che Federico ebbe da Elisabetta, figlia di Giacomo II d'Aragona, morirono in tenera età. La coraggiosa decisione di Federico di ritornare in prigionia per ottemperare al trattato di Ulma fu d'ispirazione a Schiller per la sua poesia Deutsche Treue oltre che per il drammaturgo Uhland nella sua opera Ludovico il Bavaro.

## Ascendenza
|                               |                              |                            | Genitori                 |  |  | Nonni |  |  | Bisnonni             |  |  | Trisnonni          |  |
|                               |                              |                            |                          |  |  |       |  |  | Alberto IV il Saggio |  |  | Rodolfo il Vecchio |  |
|                               |                              |                            |                          |  |  |       |  |  | Alberto IV il Saggio |  |  | Rodolfo il Vecchio |  |
|                               |                              | Agnese di Staufen          |                          |  |  |       |  |  | Alberto IV il Saggio |  |  |                    |  |
| Rodolfo I d'Asburgo           |                              |                            |                          |  |  |       |  |  | Alberto IV il Saggio |  |  |                    |  |
|                               |                              | Edwige di Kyburg           | …                        |  |  |       |  |  |                      |  |  |                    |  |
|                               |                              | Edwige di Kyburg           | …                        |  |  |       |  |  |                      |  |  |                    |  |
|                               |                              | Edwige di Kyburg           | …                        |  |  |       |  |  |                      |  |  |                    |  |
| Alberto I d'Asburgo           |                              | Edwige di Kyburg           |                          |  |  |       |  |  |                      |  |  |                    |  |
|                               |                              | Burcardo V di Hohenberg    | Burcardo IV di Hohenberg |  |  |       |  |  |                      |  |  |                    |  |
|                               |                              | Burcardo V di Hohenberg    | Burcardo IV di Hohenberg |  |  |       |  |  |                      |  |  |                    |  |
|                               |                              | Burcardo V di Hohenberg    | Valpurga di Aichelberg   |  |  |       |  |  |                      |  |  |                    |  |
| Gertrude di Hohenberg         |                              | Burcardo V di Hohenberg    |                          |  |  |       |  |  |                      |  |  |                    |  |
|                               |                              | Matilde di Tubinga         | Rodolfo II di Tubinga    |  |  |       |  |  |                      |  |  |                    |  |
|                               |                              | Matilde di Tubinga         | Rodolfo II di Tubinga    |  |  |       |  |  |                      |  |  |                    |  |
|                               |                              | Matilde di Tubinga         | ? di Ronsberg            |  |  |       |  |  |                      |  |  |                    |  |
| Federico I d'Asburgo          |                              | Matilde di Tubinga         |                          |  |  |       |  |  |                      |  |  |                    |  |
|                               | Mainardo I di Tirolo-Gorizia | Enghelberto III di Gorizia |                          |  |  |       |  |  |                      |  |  |                    |  |
|                               | Mainardo I di Tirolo-Gorizia | Enghelberto III di Gorizia |                          |  |  |       |  |  |                      |  |  |                    |  |
|                               | Mainardo I di Tirolo-Gorizia | Matilde di Andechs         |                          |  |  |       |  |  |                      |  |  |                    |  |
| Mainardo II di Tirolo-Gorizia | Mainardo I di Tirolo-Gorizia |                            |                          |  |  |       |  |  |                      |  |  |                    |  |
|                               |                              | Adelaide del Tirolo        | Alberto III di Tirolo    |  |  |       |  |  |                      |  |  |                    |  |
|                               |                              | Adelaide del Tirolo        | Alberto III di Tirolo    |  |  |       |  |  |                      |  |  |                    |  |
|                               |                              | Adelaide del Tirolo        | Uta di Frontenhausen     |  |  |       |  |  |                      |  |  |                    |  |
| Elisabetta di Tirolo-Gorizia  |                              | Adelaide del Tirolo        |                          |  |  |       |  |  |                      |  |  |                    |  |
|                               |                              | Ottone II di Baviera       | Ludovico I di Baviera    |  |  |       |  |  |                      |  |  |                    |  |
|                               |                              | Ottone II di Baviera       | Ludovico I di Baviera    |  |  |       |  |  |                      |  |  |                    |  |
|                               |                              | Ottone II di Baviera       | Ludmilla di Boemia       |  |  |       |  |  |                      |  |  |                    |  |
| Elisabetta di Baviera         |                              | Ottone II di Baviera       |                          |  |  |       |  |  |                      |  |  |                    |  |
|                               |                              | Agnese del Palatinato      | Enrico V del Palatinato  |  |  |       |  |  |                      |  |  |                    |  |
|                               |                              | Agnese del Palatinato      | Enrico V del Palatinato  |  |  |       |  |  |                      |  |  |                    |  |
|                               |                              | Agnese del Palatinato      | Agnese di Hohenstaufen   |  |  |       |  |  |                      |  |  |                    |  |
|                               |                              | Agnese del Palatinato      |                          |  |  |       |  |  |                      |  |  |                    |  |